# Prairie Wind
Prairie Wind — двадцать седьмой студийный альбом канадского автора-исполнителя Нила Янга, изданный в 2005 году.

## Об альбоме
После эксперимента с соулом в альбоме Are You Passionate? и попыткой создать рок-оперу Greendale, Prairie Wind стал возвращением Янга к акустической стилистике альбомов Harvest и Harvest Moon. Альбом полон предсмертным настроением, по двум причинам: незадолго до начала работы над Prairie Wind в возрасте 87 лет умер отец Нила — спортивный журналист Скотт Янг, а у самого музыканта была диагностирована черепно-мозговая аневризма. Исполнитель успешно перенёс спасительную операцию и предстал на Live 8 в Барри, Онтарио с песней «When God Made Me». Вскоре после своего выхода, Prairie Wind получил статус «золотого» в США, а также был номинирован на «Грэмми» в категориях «Лучший рок альбом» и «Лучшее сольное вокальное рок исполнение» (песня «The Painter»). Альбом занял 11 место в чарте Billboard 200 и 3 место в канадском альбомном чарте.

## Список композиций
| №   | Название                            | Длительность |
| --- | ----------------------------------- | ------------ |
| 1.  | «The Painter»                       | 4:36         |
| 2.  | «No Wonder»                         | 5:45         |
| 3.  | «Falling Off the Face of the Earth» | 3:35         |
| 4.  | «Far From Home»                     | 3:47         |
| 5.  | «It’s a Dream»                      | 6:31         |
| 6.  | «Prairie Wind»                      | 7:34         |
| 7.  | «Here for You»                      | 4:32         |
| 8.  | «This Old Guitar»                   | 5:32         |
| 9.  | «He Was the King»                   | 6:08         |
| 10. | «When God Made Me»                  | 4:05         |